# Machaeroprosopus
Machaeroprosopus is een geslacht van uitgestorven pseudopalatine Phytosauria uit het Boven-Trias van het zuidwesten van de Verenigde Staten. M. validus, waarvan ooit werd gedacht dat het de typesoort van Machaeroprosopus was, werd in 1916 benoemd op basis van drie complete schedels uit de Chinleformatie in Arizona. De schedels werden sinds de jaren vijftig als verloren beschouwd en een lijntekening in de oorspronkelijke beschrijving uit 1916 is de enige visuele registratie van het exemplaar. De soort M. andersoni uit New Mexico werd in 1922 hernoemd en de soorten M. adamanensis, M. gregorii, M. lithodendrorum, M. tenuis en M. zunii werden benoemd in 1930. De meeste soorten zijn opnieuw toegewezen aan de geslachten Smilosuchus, Rutiodon, Pseudopalatus en Phytosaurus. Tot voor kort werd M. validus beschouwd als de enige soort die niet opnieuw is toegewezen.
Aldus werd Machaeroprosopus beschouwd als een nomen dubium (twijfelachtige naam) vanwege het ontbreken van diagnostische exemplaren, die het onderscheid met andere Phytosauria-geslachten kunnen ondersteunen. Een taxonomische herziening van Machaeroprosopus, uitgevoerd door Parker et alii in 2013, onthulde dat het holotype UW 3807 van M. validus niet het type van Machaeroprosopus is, terwijl Machaeroprosopus buceros de combinatio nova voor de typesoort Belodon buceros van het geslacht is omdat dit geslacht een vervangingsnaam is voor Metarhinus. Daarom moet de naam Pseudopalatus, op datzelfde type gebaseerd, worden beschouwd als een jonger synoniem van Machaeroprosopus en alle soorten van de eerste moeten opnieuw worden toegewezen aan de laatste. Deze herziene taxonomie werd al geaccepteerd in verschillende studies, waaronder Stocker en Butler (2013). Stocker en Butler (2013) behandelden M. andersoni ook als een geldige soort en niet als een jonger synoniem van Machaeroprosopus buceros, zoals eerder werd voorgesteld door Long en Murry (1995).

## Soorten

### Machaeroprosopus buceros
M. buceros werd voor het eerst beschreven en benoemd in 1881 door Edward Drinker Cope als Belodon buceros, op basis van het holotype AMNH 2318, een gedeeltelijke schedel. De soortaanduiding betekent 'ossenhoorn'. Het werd verzameld uit de Petrified Forest-afzetting van de Chinle-formatie die dateert uit het Norien, bij de Arroyo Seco-afwatering van de Orphan Mesa in het district Rio Arriba in New Mexico. Later werd de soort af en toe een Phytosaurus buceros genoemd. 

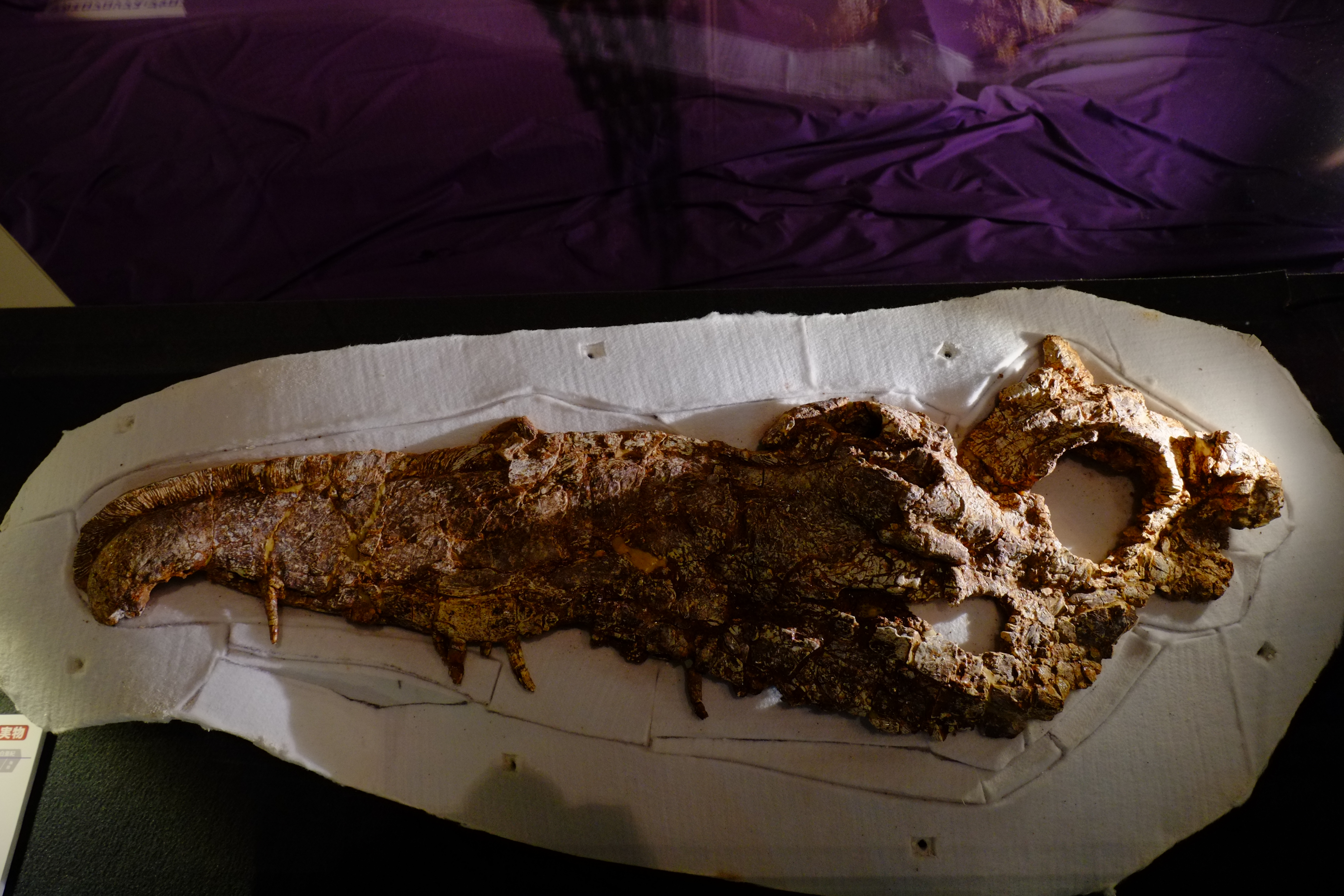
M. buceros

Jaekel (1910) richtte een nieuw en apart geslacht op voor de soort en creëerde Metarhinus buceros, maar deze geslachtsnaam was al bezet door het brontotheriide zoogdier Metarhinus (Osborn, 1908). Mehl (1915) verwees de soort naar Lophoprosopus als Lophoprosopus buceros, maar omdat de typesoort van dit geslacht als synoniem van Nicrosaurus kapffi werd beschouwd, richtte Mehl (1916) een nieuw geslacht op voor B. buceros, waardoor Machaeroprosopus buceros ontstond. De geslachtsnaam is afgeleid van het Grieks machaira, 'kort zwaard', en prosopos, 'grenzend aan', een verwijzing naar de zwaardvormige snuitkam. Vervolgens wees Mehl een tweede soort van het geslacht M. validus expliciet aan als typesoort. Latere studies beschouwden M. validus daarom als de typesoort van Machaeroprosopus. Later werd de schedel aangeduid als Rutiodon buceros, Machaeroprosopus buceros of Pseudopalatus buceros. Long en Murry (1995) richtten een nieuw geslacht voor de soort op, niet wetende dat M. validus in feite niet de typesoort Machaeroprosopus was, waardoor Arribasuchus buceros ontstond. Daaropvolgende onderzoeken, waaronder door Hungerbühler (2002), Lucas et alii (2002), Zeigler et alii (2002), Irmis (2005) en Parker en Irmis (2006), verwees de soort terug naar Pseudopalatus buceros en beschouwden Arribasuchus als een jonger synoniem van Pseudopalatus. 

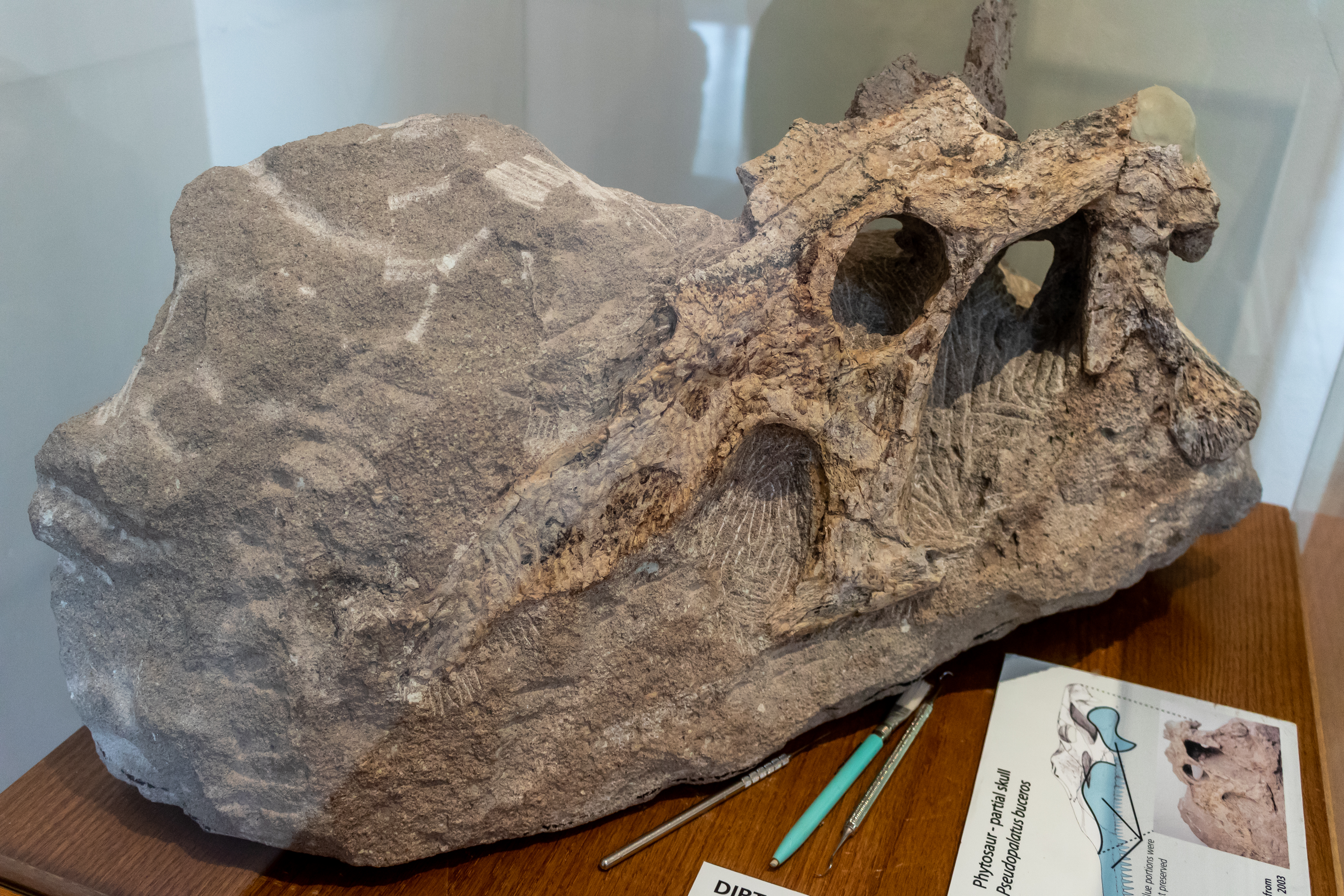
Schedel

Een taxonomische herziening van Machaeroprosopus, uitgevoerd door Parker et alii in 2013, onthulde dat Machaeroprosopus buceros de combinatio nova van de typesoort van het geslacht is. Artikel 67.8 ICZN stelt namelijk dat bij vervangingsnamen de oorspronkelijke typesoort gehandhaafd blijft. Dit is dan Belodon buceros. Dat impliceerde ook dat Pseudopalatus een jonger synoniem van Machaeroprosopus was en alle soorten van de eerste werden opnieuw toegewezen aan de laatste, inclusief P. buceros. Na de herziening werd M. andersoni als een geldige soort behandeld door Stocker en Butler (2013) en niet als een jonger synoniem van Machaeroprosopus buceros, zoals eerder werd voorgesteld door Long en Murry (1995). Andere exemplaren werden door Long en Murry (1995) aan P. buceros toegewezen, hoewel alle exemplaren uit Arizona en Texas later opnieuw werden toegewezen aan andere soorten (namelijk M. lottorum, M. mccauleyi en M. validus) terwijl M. andersoni uit de Dockum Group opnieuw als geldig werd beschouwd. M. buceros is momenteel alleen bekend van de Chinle-formatie uit New Mexico.

### Machaeroprosopus validus

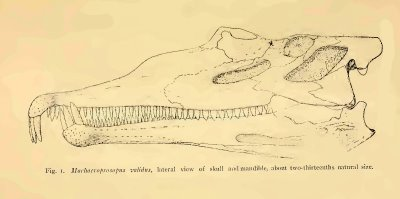
M. validus in Mehl (1916)

M. validus werd voor het eerst beschreven en benoemd door Maurice G. Mehl in Mehl et alii in 1916 op basis van het holotype UW 3807, een complete schedel, en de twee paratypen UW 3808 en UW 3809, gedeeltelijke schedels, gevonden in de uit het Norien stammende Upper Petrified Forest Member van de Chinle-formatie, Coconino County, Arizona. De soortaanduiding betekent 'de geldige', wat een ironische aanduiding zou blijken te zijn in het licht van de latere naamgevingsperikelen. De schedels zijn sinds de jaren vijftig verloren gegaan en een lijntekening in de oorspronkelijke beschrijving van 1916 is de enige visuele registratie van het type-exemplaar van M. validus, ooit gedacht de typesoort van Machaeroprosopus te zijn. Deze soort werd door sommige auteurs gesuggereerd dezelfde soort als Pseudopalatus pristinus te vertegenwoordigen. Als dit het geval is, zou de naam Machaeroprosopus voorrang hebben op Pseudopalatus omdat Pseudopalatus werd benoemd in 1928, twaalf jaar nadat Machaeroprosopus werd benoemd. Long en Murry (1995) richtten een nieuw geslacht op voor Belodon buceros, niet wetende dat het in feite de typesoort van Machaeroprosopus was in plaats van M. validus, waardoor een Arribasuchus buceros ontstond. Ze suggereerden ook dat M. validus een jonger synoniem van A. buceros zou kunnen zijn. Tot voor kort werd M. validus beschouwd als de enige soort van Machaeroprosopus die niet opnieuw was toegewezen. Aldus werd Machaeroprosopus beschouwd als een nomen dubium (twijfelachtige naam) vanwege het ontbreken van diagnostische exemplaren die het onderscheid met andere phytosauriërgeslachten kunnen ondersteunen. De taxonomische revisie van Machaeroprosopus, uitgevoerd door Parker et alii in 2013 bracht de werkelijke situatie aan het licht.

### Machaeroprosopus andersoni

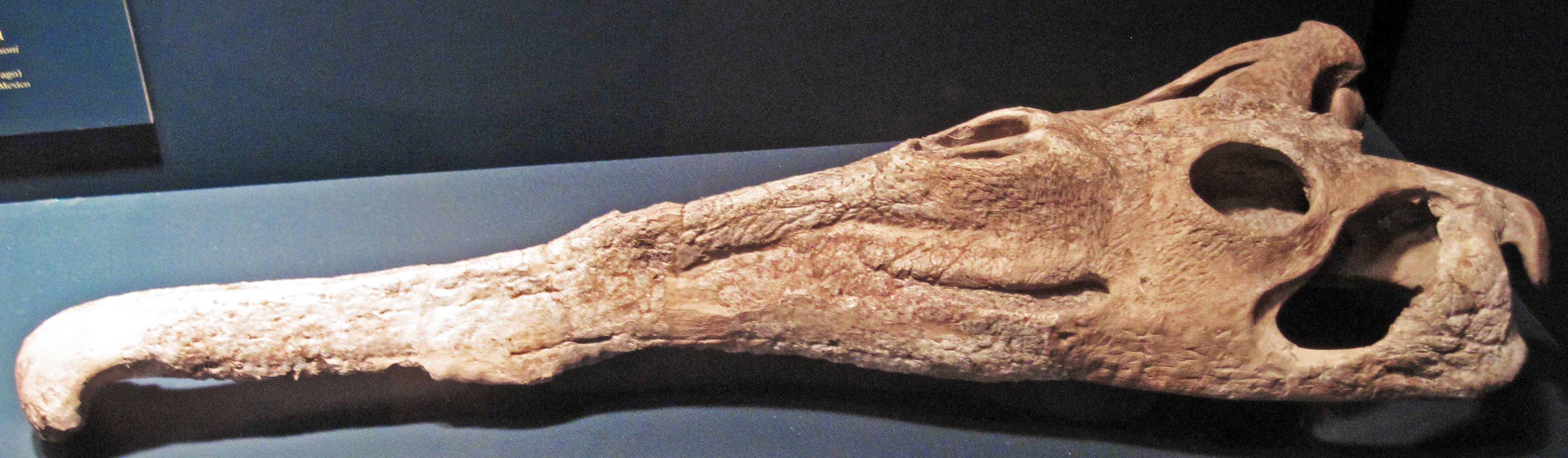
FMNH UC 396

M. andersoni werd voor het eerst beschreven en benoemd door Maurice G. Mehl in 1922 op basis van het holotype FMNH UC 396, een gedeeltelijke schedel. Het werd waarschijnlijk verzameld uit de Bull Canyonformatie van de Chinle Group of Dockum Group, waarschijnlijk in de Bull Canyon in Guadalupe County in New Mexico. De soortaanduiding eert George Edward Anderson. Dit taxon werd door Long en Murry (1995) en latere auteurs beschouwd als een jonger synoniem van M. buceros, hoewel Stocker en Butler (2013) M. andersoni als een geldige soort behandelden. Het holotype is het enige bekende exemplaar van deze soort, hoewel er andere exemplaren van de Bull Canyon-formatie zijn, die door Long en Murry (1995) aan Arribasuchus buceros werden toegewezen, maar niet door Stocker en Butler (2013).

### Machaeroprosopus pristinus

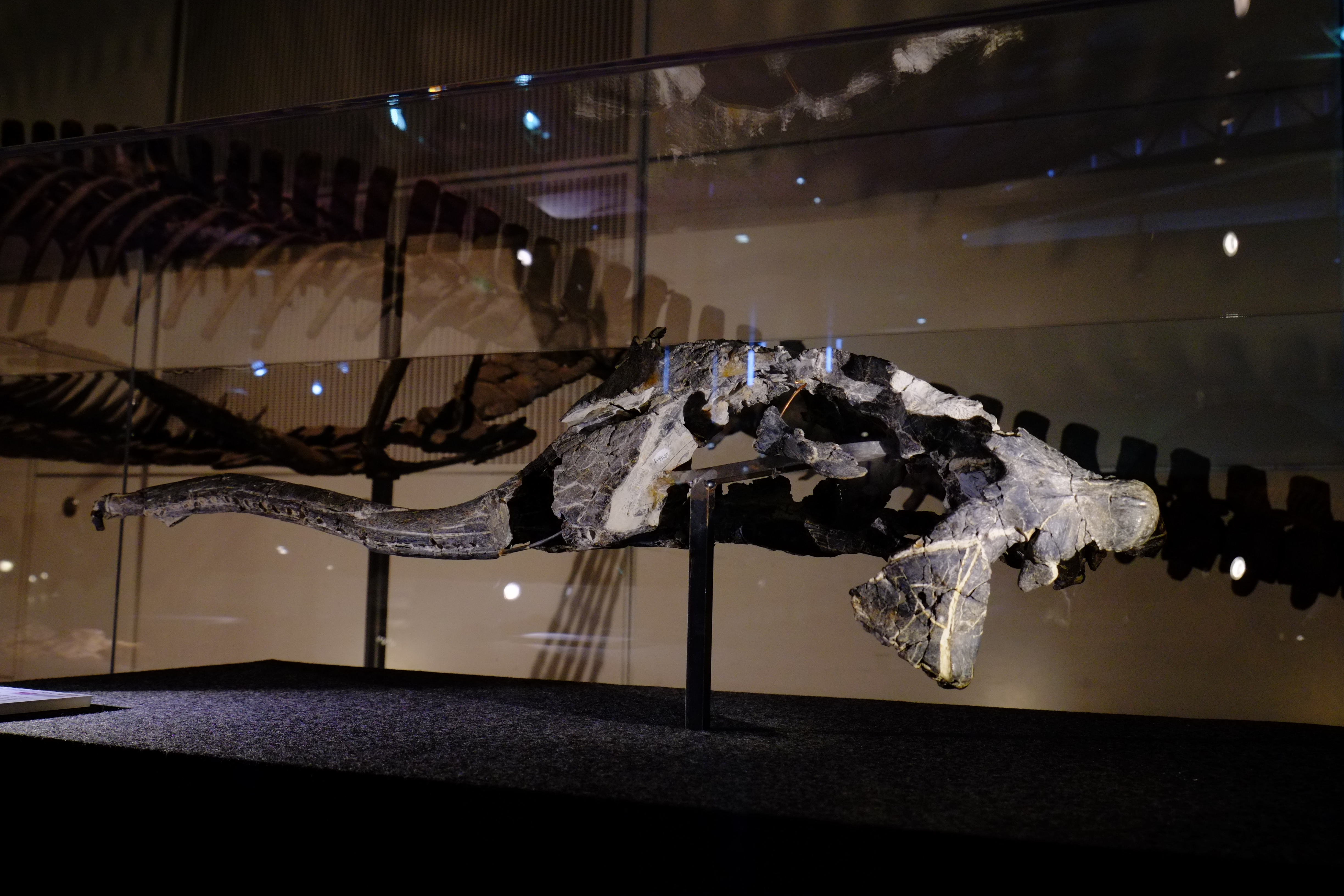
Schedel

M. pristinus werd voor het eerst beschreven en benoemd door Maurice G. Mehl in 1928 als het nieuwe geslacht en soort Pseudopalatus, Pseudopalatus pristinus, op basis van het holotype MU 525, een bijna volledige schedel. De soortaanduiding betekent 'de meest primitieve'. Het werd verzameld uit de Upper Petrified Forest Member van de Chinle-formatie, in de buurt van Adamana, Arizona. Verdere schedels en postcraniaal materiaal, enkele in verband liggende skeletten, uit dezelfde afzetting werden naar deze soort verwezen door Colbert (1946) en Long en Murry (1995) uit Arizona en door Lawler (1979), Ballew (1986) en Long en Murry ( 1995) uit New Mexico. Charles Camp (1930) beschreef en benoemde een Machaeroprosopus tenuis, de 'tengere', op basis van UCMP 27018, een bijna volledige schedel, onderkaken en wat volledig postcraniaal materiaal, afkomstig van de vindplaats Billings Gap (UCMP 7043, Upper Petrified Forest Member), Apache County, Arizona. Dit exemplaar werd af en toe aangeduid als Rutiodon tenuis, hoewel het sinds Long en Murry (1995) wordt beschouwd als een jonger synoniem van M. pristinus. Long en Murry (1995) suggereerden ook dat Redondasaurus gregorii uit de Redonda-formatie van New Mexico een jonger synoniem is van M. pristinus, hoewel dit niet werd aanvaard door latere auteurs. Andere exemplaren zonder gepubliceerd inventarisnummer uit de Upper Church Rock Member (Chinleformatie, Utah), Bull Canyon-formatie en Travesserformatie (New Mexico) en Cooper Canyon-formatie (Texas), werden door Long en Murry (1995) aan M. pristinus toegewezen , hoewel latere studies suggereren dat M. pristinus momenteel alleen bekend is van de Upper Petrified Forest-afzetting van Arizona en New Mexico.

### Machaeroprosopus mccauleyi

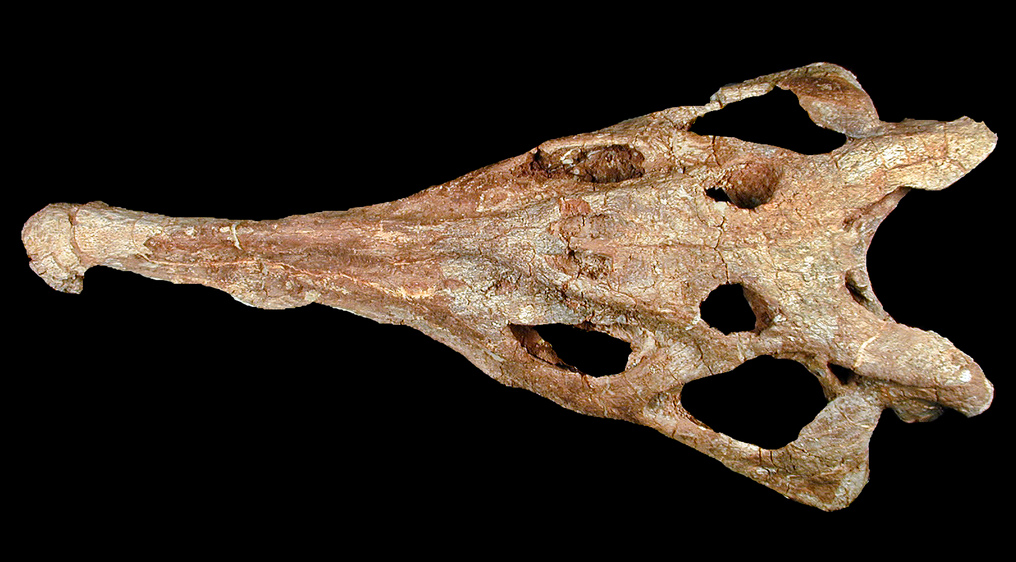
Schedel

M. mccauleyi werd voor het eerst beschreven en benoemd in 1989 door Karen A. Ballew als een soort van Pseudopalatus, op basis van het holotype UCMP 126999, een onvolledige schedel, zonder de voorste helft van het rostrum, en waarschijnlijk bijbehorende onderkaken. De specifieke naam eert John D. McCauley en mevrouw Molly McCauley McLean uit Winslow (Arizona), de eigenaren van het land bij Billings Gap, waaruit het holotype werd gevonden. Het exemplaar werd oorspronkelijk door Ballew (1986) informeel aangeduid als 'Pseudopalatus bilingsensis'. Het werd verzameld in Dry Creek Tank SE (ook bekend als UCMP V82040, UCMP 7043 en PFV 55), Apache County in Arizona, uit de uit het Norien stammende Upper Petrified Forest Member volgens de meeste auteurs of mogelijk de Sonsela Unit van de Chinle-formatie volgens Parker & Irmis (2005). Ballew (1989) wees aan deze soort ook specimen USNM 15839 toe, een andere onvolledige schedel zonder de voorste helft van het rostrum uit Arizona. Long en Murry (1995) beperkten deze soort tot zijn holotype, hoewel recente studies suggereren dat USNM 15839 ertoe behoort. Long en Murry (1995) beschouwden M. mccauleyi ook als een soort van hun Arribasuchus, waarschijnlijk synoniem aan A. buceros, hoewel de meeste daaropvolgende studies, zoals Hungerbühler (2002), Parker en Irmis (2006), Stocker (2010) en Stocker en Butler (2013) M. mccauleyi behandelden als een geldige soort. Andere exemplaren die momenteel worden aangeduid als M. mccauleyi omvatten PEFO 31219, een complete schedel, onderkaken en een in verband liggend postcraniaal skelet, van de Petroglyph phytosaurs-vindplaats (ook bekend als PFV 42) verzameld door de UCMP in 1985, en mogelijk UCMP 27149, een grote schedel, van Cowboy (UCMP A257), beide van het Petrified Forest Member, Arizona. Beide exemplaren werden oorspronkelijk toegewezen aan A. buceros door Long en Murry (1995).

### Machaeroprosopus jablonskiae
M. jablonskiae werd voor het eerst beschreven en benoemd in 2006 door William G. Parker en Randall B. Irmis, op basis van het holotype PEFO 31207, een achterste schedeldak en hersenpan zonder rostrum en verhemelte. Dit exemplaar werd aanvankelijk verwezen naar Pseudopalatus cf. mccauleyi in Parker en Irmis (2004), gebaseerd op de morfologie van het squamosum en het opisthoticum, vervolgens naar Pseudopalatus sp. door Parker en Irmis (2005) en ten slotte naar Pseudopalatus jablonskiae in Parker en Irmis (2006). Het werd verzameld in september 2002 uit de onderste Jim Camp Wash-bedden, Sonsela Member van de Chinle-formatie, op locatie PFV 295 in de buurt van de Mountain Lion Mesa in het Petrified Forest National Park in Arizona. De specifieke naam eert Pat Jablonsky, die het holotype en het enige bekende exemplaar ontdekte. Naar aanleiding van de taxonomische herziening van Machaeroprosopus door Parker et alii in 2013 werden alle soorten van Pseudopalatus, inclusief P. jablonskiae, toegewezen aan Machaeroprosopus. Dit werd al aanvaard door Stocker en Butler (2013). Hoewel M. jablonskiae bekend is van een onvolledig exemplaar, kan het worden gediagnosticeerd door ten minste één autapomorfie en een unieke reeks eigenschappen en het bevat een goed bewaarde hersenpan, die zelden wordt bewaard of in detail wordt beschreven bij de meeste phytosauriërexemplaren. Een fylogenetische analyse van pseudopalatine phytosauriërs, uitgevoerd door Parker en Irmis (2006) vond de soort als de meest basale van Pseudopalatus.

### Machaeroprosopus lottorum

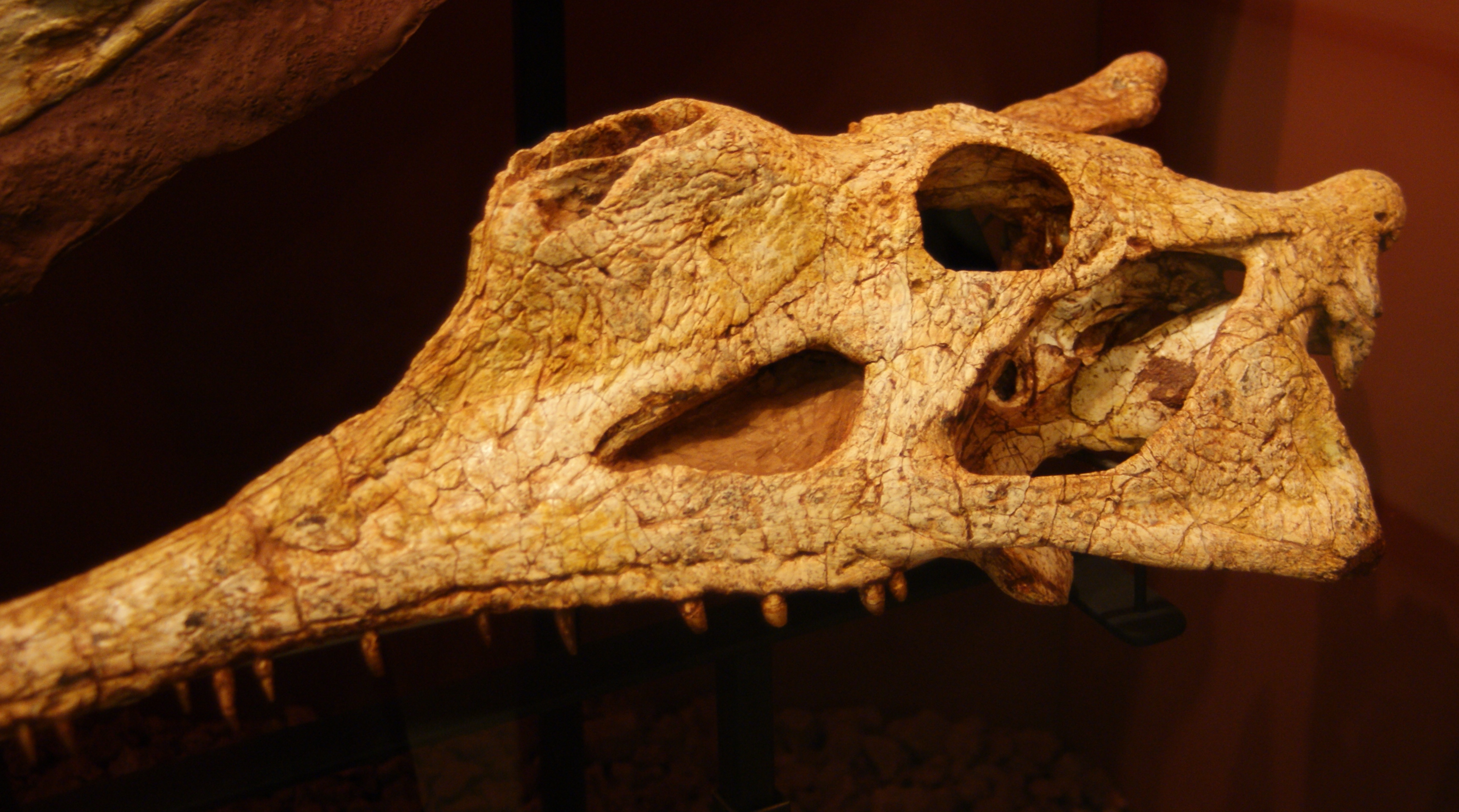
Schedel

M. lottorum werd voor het eerst beschreven en benoemd in 2013 door Axel Hungerbühler, Bill Mueller, Sankar Chatterjee en Douglas P. Cunningham. De specifieke naam eert John Lott en Patricia Lott Kirkpatrick voor hun steun tijdens het werk aan de TTU VPL 3870. Het is bekend van twee complete schedels, het holotype TTU-P10076 en het paratype TTU-P10077, deel van de collectie van de Texas Tech University. De schedels werden verzameld op Patricia Site (TTU Vertebrate Paleontology Locality 3870), dertien kilometer ten zuiden van Post, Garza County in het westen van Texas, van de bovenste eenheid van de Cooper Canyon formatie, Dockum Groupuit het Norien. Andere gewervelde dieren die van deze vindplaats bekend zijn, omvatten onder meer TTU-P10074, een gedeeltelijke schedel die wordt aangeduid als een Machaeroprosopus sp., een phytosaurisch postcraniaal skelet, vissen, een temnospondyle amfibie, Typothorax, Postosuchus, Shuvosaurus en een theropode dinosauriër. Een fylogenetische analyse van pseudopalatine phytosauriërs, uitgevoerd door Hungerbühler et alii (2013), constateerde dat de soort een afgeleide Machaeroprosopus-soort was, het nauwst verwant aan de typesoort van Redondasaurus, R. gregorii. Deze clade naast Machaeroprosopus sp. (TTU-P10074) werd teruggevonden als het zustertaxon van de clade gevormd door M. pristinus en M. buceros. M. jablonskiae, M. mccauleyi en Redondasaurus bermani bleken basale soorten van Machaeroprosopus te zijn.